# Adachi Mitsuru
Adachi Mitsuru (あだち 充 / 安達 充 (An Đạt Sung) Adachi Mitsuru, sinh ngày 9 tháng 2 năm 1951 ở Isesaki, Gunma, Nhật Bản) là một mangaka người Nhật Bản. Sau khi tốt nghiệp trường Trung học Thương mại Maebashi tỉnh Gunma, Adachi đã bắt đầu làm trợ lý cho Ishii Isami. Ông bắt đầu sáng tác manga đầu tay vào năm 1970 với tên gọi Kieta Bakuon, dựa trên một cuốn manga khác do Ozawa Satoru sáng tác. Kieta được in trong tạp chí manga Deluxe Shōnen Sunday do Shogakukan xuất bản.
Adchi được biết đến nhiều qua những manga theo thể loại tình cảm hài hước và thể thao (đặc biệt là về bóng chày) như Touch, H2, Slow Step, Miyuki và Cross Game. Ông được miêu tả là một cây bút của những "đoạn hội thoại thú vị", một thiên tài phác họa cuộc sống thường nhật, là "người kể chuyện chân thật xuất sắc nhất" và là "một bậc thầy mangaka". Ông là một trong số ít những tác giả truyện tranh sáng tác cho cả ba loại tạp chí chuyên về thể loại shōnen, shōjo và seinen, và thành công ở cả ba thể loại này.
Các tác phẩm của ông đã được đăng tải trên các tạp chí manga như Weekly Shōnen Sunday, Ciao, Shōjo Comic, Big Comic và Petit Comic, và hầu hết các tác phẩm của ông đều được xuất bản bởi Shogakukan và Gakken. Ông là một trong những tác giả đi đầu trong tạp chí mới Monthly Shōnen Sunday bắt đầu xuất bản vào tháng 6 năm 2009. Hai tuyển tập truyện ngắn, Short Program và Short Program 2 (cả hai thông qua Viz Media), đều đã được phát hành ở Bắc Mỹ.

## Tiểu sử
Trước năm 1969, Adachi bắt đầu vẽ cho tạp chí COM. Năm 1969, ông theo chân anh trai đến Tokyo để bắt đầu làm công việc phụ tá cho mangaka Isami Ishii Một năm sau, ông có tác phẩm đầu tay Kieta Bakuon. Adachi tiếp tục xuất bản những truyện ngắn khác nhau và những series ngắn trong suốt những năm 1970 dựa trên tác phẩm của những người đi trước mà nổi tiếng nhất là bộ truyện vẽ lại Rainbowman từ 1972-1973. Năm 1978, ông ra mắt tác phẩm đầu tiên của mình, Nine, trên Weekly Shōnen Sunday. Ông còn xuất bản 2 bộ khác là Hiatari Ryōkō! từ 1979-1981 trên Weekly Shōjo Comic, và Miyuki từ 1980-1984 trên Shōnen Big Comic.
Adachi trở thành một cái tên quen thuộc khi bộ Touch phát hành từ 1981-1986 trên Weekly Shōnen Sunday. Năm 1982, Hiatari Ryōkō! được sản xuất thành phim trên kênh truyền hình Nhật Bản. Năm tiếp theo, 1983, là một năm trọng đại với Adachi. Ông nhận Giải thưởng Shogakukan Manga Award lần thứ 28 cho thể loại shōnen/shōjo manga với hai bộ Touch và Miyuki. Tác phẩm Miyuki đã được sản xuất thành anime và phim truyền hình, còn Nine được dựng thành 3 phim, trong đó có một phim được sản xuất ngay sau đó,năm 1984.
Touch được chế tác thành anime năm 1985, công chiếu 2 năm trên Fuji TV. Shōjo manga lãng mạn Slow Step in trên Ciao từ 1986 to 1991, và bộ truyện hài hước lãng mạn khác là Rough xuất hiện trên Weekly Shōnen Sunday từ 1987 to 1989. Sau đó Adachi ra mắt Niji Iro Tōgarashi, bộ manga lịch sử cổ trang hài hước và lãng mạn, từ 1990-1992 trên Weekly Shōnen Sunday.
Jinbē, bộ truyện về mối quan hệ giữa cha dượng và con gái riêng của vợ, được ấn bản trên Big Comic Original từ 1992-1997. Bộ manga dài nhất của Adachi, H2 được đăng trên Weekly Shōnen Sunday từ 1992-1999 và có tổng cộng 34 tập. Bộ manga này được dựng thành anime và công chiếu trên TV Asahi từ 1995-1996.
Từ 2000-2001, Adachi xuất bản bộ truyện hài lãng mạn giả tưởng trên Weekly Shōnen Sunday tên Itsumo Misora. Bộ tiếp theo dài hơn nói về boxing, Katsu!, xuất bản từ 2001-2005 trên Weekly Shōnen Sunday. Năm 2005, H2 được dựng thành phim và chiếu trên Kênh TBS ở Nhật, và Touch được dựng thành phim điện ảnh bởi Toho. Ông cũng bắt đầu bộ Cross Game trên Weekly Shōnen Sunday. Năm sau, Rough cũng được hãng Toho dựng thành phim điện ảnh.
Nhân dịp tổng số lượng ấn bản bán ra của Adachi đạt 200 triệu bản, Weekly Shōnen Sunday đã dành ấn bản số 26, năm 2008 để vinh danh Adachi và các tác phẩm của ông. Năm 2009, Adachi giành giải thưởng Thường niên Shogakukan Manga Award cho bộ Cross Game,, bộ truyện này đã được dựng thành anime và bắt đầu công chiếu trên TV Tokyo vào tháng 4 năm 2009.
Adachi đã bắt đầu series mới, Q and A, trên tờ Monthly Shōnen Sunday vào tháng 6 năm 2009.

## Các tác phẩm
Theo thứ tự thời gian
- Rainbowman (1972-1973, nguyên thủy Kawauchi Kōhan sáng tác)
- Little Boy (1974, nguyên thủy Sasaki Mamoru sáng tác)
- Heart no A (1975, nguyên thủy Saiga Akira)
- Hirahira-kun Seishun Jingi (1975-1976, nguyên thủy Sasaki Mamoru sáng tác)
- Gamushara (1976, nguyên thủy Yamasaki Jūzō sáng tác)
- Hatsukoi Kōshien (1976, nguyên thủy Yamasaki Jūzō)
- Hirahira-kun Seishun Ondo (1976-1977, nguyên thủy Sasaki Mamoru sáng tác)
- Nakimushi Kōshien (1977, nguyên thủy Yamasaki Jūzō sáng tác)
- Hirahira-kun Seishun Taiko (1977-1978, nguyên thủy Sasaki Mamoru sáng tác)
- Nine (1978-1980)
- Sekiyō yo Nobore!! (1979, nguyên thủy Yamasaki Jūzō sáng tác)
- Oira Hōkago Wakadaishō (1979-1980)
- Hiatari Ryōkō! (1979-1981)
- Miyuki (1980-1984)
- Touch (1981-1986)
- Short Program (1985-1995, tập truyện tranh ngắn)
- Slow Step (1986-1991)
- Rough (1987-1989)
- Ớt bảy màu (1990-1992)
- H2 (1992-1999)
- Jinbē (1992-1997)
- Bōken Shōnen (1998-2006)
- Itsumo Misora (2000-2001)
- Katsu! (2001-2005) - Bộ truyện tranh trứ danh về môn đấm bốc (boxing)
- Cross Game (2005-2010)
- Idol Ace (2005-nay)
- Short Program2,3

## Về tác phẩm
Touch là tác phẩm đưa Adachi lên hàng tác giả truyện tranh được yêu thích nhất ở nhật, đến mức có một câu nói phổ biến "nếu một giáo viên trung học không biết Adachi là ai, người đó đừng làm giáo viên nữa thì hơn"
Rất khó để có thể cắt nghĩa một cách rõ ràng về manga của Mitsuru Adachi là shoujo hay sports. Trong manga của ông, câu chuyện luôn được đặt trong môi trường trường học, nhưng diễn biến thì lại nói chủ yếu về thể thao.(Touch, Hyatari Ryoko, H2: nói về baseball; Rough nói về bơi lội; Katsu nói về boxing), và những câu chuyện tình cảm, những rung động đầu đời của những cô cậu học sinh cấp 3 (Touch, Miyuki, Slow step).
Adachi có 1 đội bóng chày của riêng mình, đội bóng này tên là Vitamin A, có lẽ chính vì thế nên rất nhiều manga của ông có nội dung xoay quanh chủ đề bóng chày. Một trong số những địa danh thường hay xuất hiện trong các manga cua ông là "koushien" (ông còn có 1 manga mang tên " Ah! Youthful koushien"). Koushien là sân vận động hằng năm diễn ra vòng chung kết giữa các đội bóng chày xuất sắc nhất của các trường trung học.
Nhiều manga của Mitsuru Adachi sau đó được sản xuất cho TV & home video market.Series đầu tiên xuất hiện trên TV là Miyuki vào năm 1983 với 37 tập.Touch cũng được chiếu năm 85 với 101 tập trong vòng 3năm.
Hyatari ryoko chiếu từ năm 1987--->1988 với 48 tập.
Nine và sau đó là Nine II được sản xuất riêng cho home video marker từ năm 1983. Tháng 9 năm đó, Nine the movie được chiếu sau Nine Special và Nine II. Năm 1984 thì có Nine Kankatsuhen: Yattekimashita koushien (Nine last chapter: here we are, basseball stadium koushien. Slow step xuất hiện muộn hơn với 1 series 5 OAVs. Touch cũng có 3 movie (summaries of the TV series for home video). Trong manga của Adachi thường xuất hiện một con chó mập và đều được đặt tên là punch.

## Đánh giá
Mitsuru Adachi là một Mangaka có phong cách rất đặc sắc, không thể lẫn với bất kỳ ai. Nét vẽ của Adachi tuy không chi tiết nhưng ông luôn biết phải vẽ sao cho đạt hiệu quả. Tranh của Adachi tuy đơn giản nhưng vẫn đẹp, vẫn thu hút người đọc và đặc biệt là đặc tả được nội tâm nhân vật. Thêm một lý do khiến Adachi rất được ủng hộ là truyện của ông không có cảnh bạo lực, chém giết bao giờ.
Về cốt truyện, Adachi là tác giả đặc biệt quan tâm khai thác chủ đề huyết thống và thể thao. Nhân vật chính bao giờ cũng phải tự mình chiến đấu, làm việc để có được thành công và khẳng định chính mình. Chính nhờ thế mà truyện của Adachi luôn luôn có ý nghĩa rất sâu sắc nhưng không kém phần vui nhộn, hài hước.
Tác phẩm của Adachi được chia nhỏ thành nhiều chương ngắn nhưng luôn có liên hệ với nhau và không bao giờ có sự trùng lặp như một số Manga khác thường có. Adachi cũng được coi là hiện tượng trong làng truyện trào phúng. Tác phẩm của Adachi luôn đem đến nụ cười nhẹ nhàng nhưng khiến người ta phải suy nghĩ.
Adachi có khả năng miêu tả tâm lý rất xuất sắc. Ông không dùng nhiều lời nói hay tranh vẽ mà chỉ sử dụng những hành động rất đơn giản để thể hiện tâm lý và tính cách của từng nhân vật. Đó chính là nét đặc sắc nhất trong tác phẩm của Adachi.
Về tư tưởng, Adachi là tác giả luôn ca ngợi tuổi trẻ đầy nhiệt huyết. Ông cũng không bỏ qua chủ đề tình bạn, tình yêu và ý chí. Có thể nói rằng Adachi là một Mangaka chuyên viết cho lứa tuổi học trò. Chính vì thế mà người ta nói: "Bất kì giáo viên trung học nào không biết đến tên tuổi của Mitsuru Adachi thì không phải là giáo viên trung học".

## Kỉ niệm
Ngày 18 tháng 4 và 27 tháng 8 năm 2001, hai cuộc triển lãm nghệ thuật lớn lần lượt được tổ chức tại Bảo tàng Odakyu - Shinjuku, Tokyo và Bảo tàng nghệ thuật Kyoto để kỉ niệm 30 năm ngày Adachi bắt đầu sự nghiệp sáng tác cũng như để triển lãm những tác phẩm của ông. Cũng trong dịp này đã vẽ một bức tranh với cảnh Minami, Kazuya, Tatsuya và Lum để tặng Adachi